# Rudna Wyrzyska
Rudna Wyrzyska – dawny wąskotorowy przystanek osobowy Bydgosko-Wyrzyskich Kolei Dojazdowych w Rudnej, w gminie Wysoka, w Powiecie pilskim, w województwie wielkopolskim. Został oddany do użytku w dniu 21 września 1901 roku razem z linią kolejową z Wysokiej Wąskotorowej do Kocik Młyna.